# Companilactobacillus kimchii
Companilactobacillus kimchii (anteriormente Lactobacillus kimchii) es una especie de bacteria del género Companilactobacillus. Está presente en el kimchi, tradicional alimento fermentado de Corea.
Las células del C. kimchii son cortas, esbeltas y en forma de varilla. Se trata de una bacteria Gram positiva, no forma esporas y no es móvil.